# TeleUno
TeleUno fue un canal de televisión por suscripción de comienzos de la década de 1990 dedicado a series, películas, miniseries y documentales especiales; también fue una de las señales que surgió con el inicio de MVS Multivisión. Cobró gran popularidad en la época cuando la televisión por suscripción empezó a masificarse.

## Series emitidas por TeleUno
- Combate
- Melrose Place
- Luz de Luna
- Los Hart Investigadores
- Beverly Hills, 90210
- Camino al Cielo
- Modelos
- La Familia Ingalls
- Moesha
- Lancelot Link
- Pacific Blue
- Baywatch
- El Séptimo Cielo
- Holocausto
- Fuerza G
- Alvin y las Ardillas
- Dallas[1]
- Psi Factor
- The Twilight Zone
- Acapulco H.E.A.T.
- Las Calles de San Francisco
- El Crucero del Amor
- Los Invasores
- Libro Azul
- Secta de sangre
- Twin Peaks
- Nash Bridges
- Paralelo Norte
- Star Trek "La nueva generación"[2]
- (entre otras)[3]

## Cierre
En 1998, el canal fue adquirido por Sony Pictures Entertainment, introduciéndose cambios en el logotipo y la programación, como la aparición de más series de acción y el acelerado final de las series de drama. El 1 de agosto de 1999, la señal se convirtió en AXN, conservando y aumentando el bloque de series de acción y pasando los dramas a Sony Entertainment Television.
En México, Caribe y Centroamérica, lo distribuía MVS Multivisión en su paquete básico desde sus comienzos y hasta su desaparición. En Argentina, Colombia y el resto de Sudamérica, lo distribuía Diprom.

## Logotipos

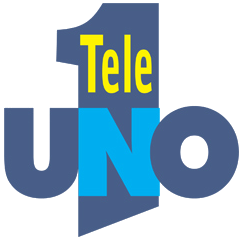
1997-1998
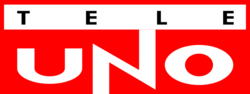
1998-1999